# Grote brand van Baltimore
De Grote brand van Baltimore (Engels: Great Baltimore Fire) was een stadsbrand die de Amerikaanse stad Baltimore in 1904 teisterde. De brand woedde meer dan 30 uur en legde meer dan 1500 woningen in as.

## Aanloop
Vóór 1904 was al decennia lang gesproken over de brandonveiligheid in Baltimore. De brandweercommandant had gewezen op de hoge dichtheid van pakhuizen in de binnenstad, waarin onder meer kerosine, katoen en chemicaliën naast elkaar lagen opgeslagen, terwijl er zich tevens paardenstallen met voorraden hooi bevonden. Voor opslag en bekabeling van elektriciteit waren geen regels.

## Verloop

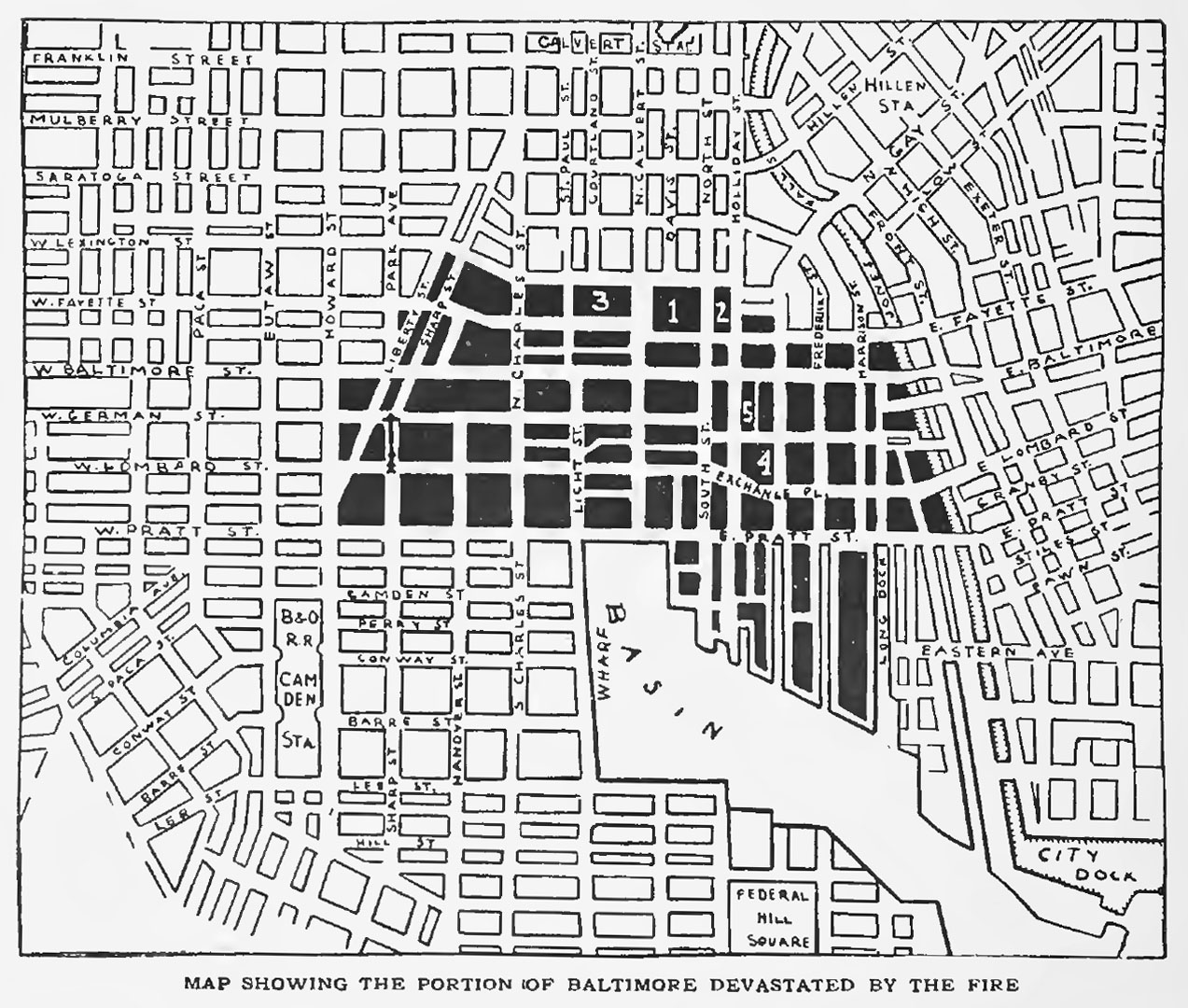
Kaart van de door de vuurzee verwoeste stadsblokken (zwart)

In de ochtend van 7 februari 1904 brak een brand uit in de kelder van het magazijn van John Hurst & Company in de binnenstad. De stadsbrand werd door een wind onder invloed van een koufront aangewakkerd en richting het noordoosten door het financiële district gestuwd. Vervolgens verplaatste de vuurzee zich richting het zuidoosten door het havengebied. 460 brandweerlieden uit Baltimore probeerden de brand te bestrijden. 's Middags kwam er per trein hulp van het corps uit Washington, D.C., maar diens apparatuur bleek niet aan te sluiten op de brandkranen van Baltimore. Ook andere steden boden hulp, zoals New York en Philadelphia. In totaal waren 1231 mensen op de been om de brand onder controle te krijgen, onder meer door gebouwen op te blazen om fire breaks te creëren. De brand duurde 31 uur voort en legde met 1526 gebouwen verdeeld over meer dan 70 stadsblokken, een gebied van 57 ha, vrijwel de gehele binnenstad in as.

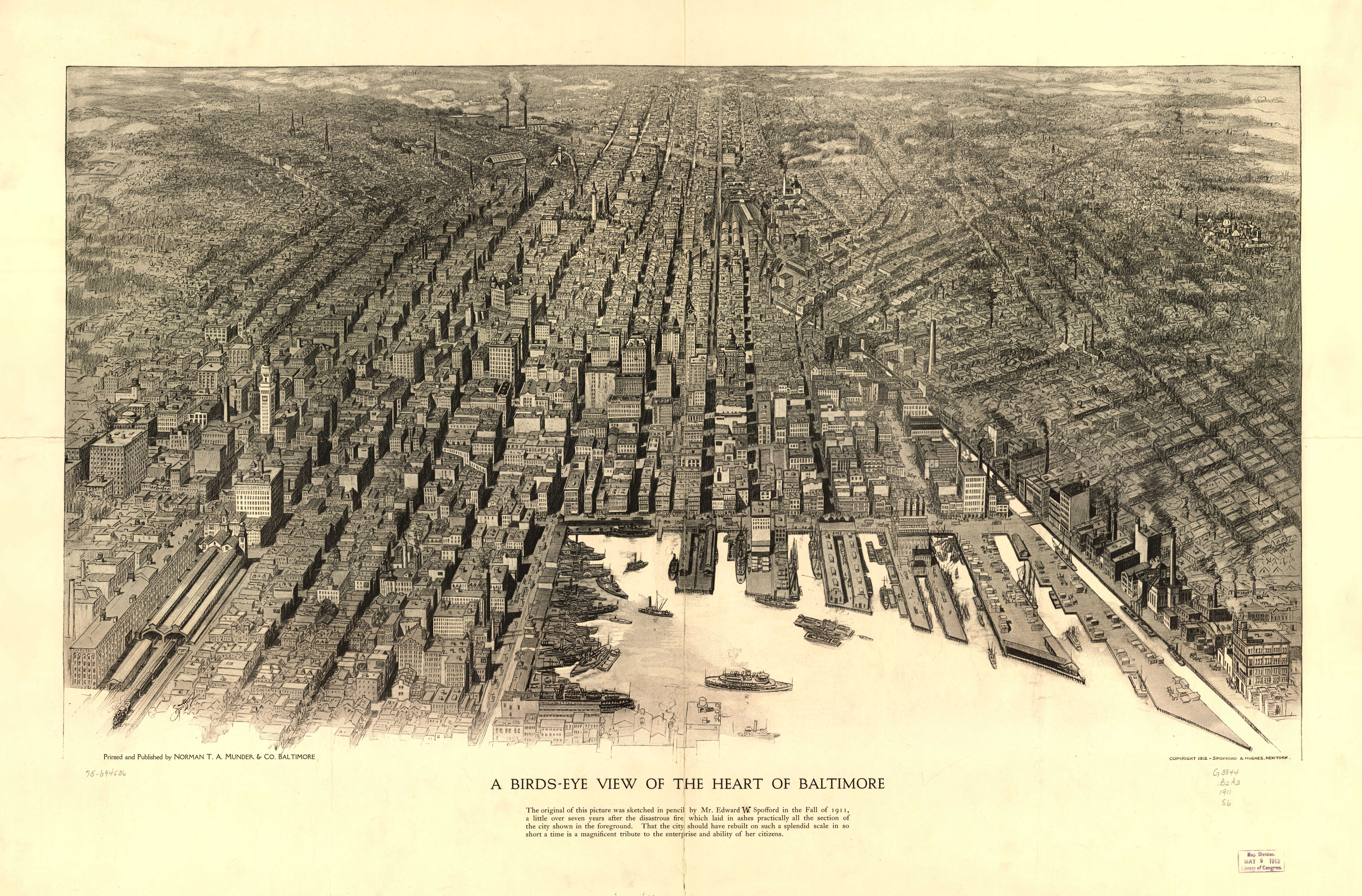
Vogelvluchtperspectiefschets van Baltimore in 1911, zeven jaar na de stadsbrand.

## Nasleep
Een brandweerman die als gevolg van een longontsteking kwam te overlijden was het enige dodelijke slachtoffer. De brand kostte de stad ca. 125 miljoen dollar en als gevolg van de brand verloren 35.000 mensen hun baan. Nadat de eerste noodhulp na de brand was verleend, stelde burgemeester Robert McLane een commissie in om de wederopbouw in goede banen te leiden. In contrast met de oude stad werden er brede, geplaveide straten met daaronder riolering gepland. Bij de brandweerkorpsen volgden investeringen ten behoeve van uitbreiding en modernisering. Ook werd er een bouwverordening opgesteld. Op 29 mei deed McLane, vermoedelijk gedreven door een combinatie van de continue druk en familieomstandigheden, poging tot zelfmoord. Hij overleed een dag later. Na de wederopbouw kreeg de stad een voor velen weinig interessant uiterlijk. De diverse monumentale gebouwen die blijk hadden gegeven van de glorierijke tijden, werden vervangen door oninteressante bakstenen gebouwen.